# Record de France du 60 mètres
Pour un article plus général, voir Records de France d'athlétisme.
Les records de France seniors du 60 mètres, épreuve disputée en salle, sont actuellement détenus par Ronald Pognon, auteur de 6 s 45 le 13 février 2005 lors du Meeting de Karlsruhe, en Allemagne, et par Christine Arron chez les femmes avec le temps de 7 s 06, établi le 26 février 2006 lors des championnats de France en salle à Aubière, en France.

## Record de France masculin
| Temps  | Athlète             | Date            | Lieu             |
| ------ | ------------------- | --------------- | ---------------- |
| 6 s 5  | Roger Bambuck       | 4 décembre 1970 | Berlin           |
| 6 s 73 | Dominique Chauvelot | 9 mars 1974     | Göteborg         |
| 6 s 5  | Philippe Meyer      | 18 janvier 1976 | Clermont-Ferrand |
| 6 s 73 | Pierrick Thessard   | 25 février 1978 | Vittel           |
| 6 s 73 | Bernard Petitbois   | 4 février 1979  | Paris            |
| 6 s 70 | Bernard Petitbois   | 16 janvier 1982 | Paris            |
| 6 s 68 | Bernard Petitbois   | 16 janvier 1982 | Paris            |
| 6 s 68 | Antoine Richard     | 20 février 1982 | Paris            |
| 6 s 63 | Bernard Petitbois   | 6 mars 1982     | Milan            |
| 6 s 62 | Bruno Marie-Rose    | 18 janvier 1985 | Paris            |
| 6 s 62 | Antoine Richard     | 25 janvier 1986 | Liévin           |
| 6 s 60 | Bruno Marie-Rose    | 7 février 1987  | Liévin           |
| 6 s 56 | Bruno Marie-Rose    | 7 février 1987  | Liévin           |
| 6 s 53 | Stéphane Cali       | 20 février 1998 | Eaubonne         |
| 6 s 51 | Ronald Pognon       | 6 février 2005  | Gand             |
| 6 s 51 | Ronald Pognon       | 13 février 2005 | Karlsruhe        |
| 6 s 45 | Ronald Pognon       | 13 février 2005 | Karlsruhe        |

## Record de France féminin
| Temps  | Athlète            | Date            | Lieu     |
| ------ | ------------------ | --------------- | -------- |
| 7 s 1  | Sylvie Telliez     | 18 février 1973 | Grenoble |
| 7 s 27 | Sylvie Telliez     | 10 mars 1974    | Göteborg |
| 7 s 27 | Marie-France Loval | 19 février 1984 | Paris    |
| 7 s 27 | Laurence Bily      | 8 février 1987  | Liévin   |
| 7 s 26 | Laurence Bily      | 24 janvier 1988 | Paris    |
| 7 s 24 | Laurence Bily      | 13 février 1988 | Liévin   |
| 7 s 21 | Laurence Bily      | 13 février 1988 | Liévin   |
| 7 s 20 | Laurence Bily      | 5 février 1989  | Liévin   |
| 7 s 19 | Laurence Bily      | 18 février 1989 | La Haye  |
| 7 s 17 | Laurence Bily      | 3 mars 1989     | Budapest |
| 7 s 17 | Patricia Girard    | 18 février 1990 | Bordeaux |
| 7 s 16 | Laurence Bily      | 3 mars 1990     | Glasgow  |
| 7 s 15 | Laurence Bily      | 3 mars 1990     | Glasgow  |
| 7 s 13 | Laurence Bily      | 3 mars 1990     | Glasgow  |
| 7 s 11 | Frédérique Bangué  | 16 février 1997 | Liévin   |
| 7 s 11 | Christine Arron    | 19 février 2000 | Liévin   |
| 7 s 09 | Muriel Hurtis      | 23 février 2003 | Liévin   |
| 7 s 08 | Christine Arron    | 21 février 2004 | Aubière  |
| 7 s 06 | Christine Arron    | 26 février 2006 | Aubière  |